# Cinema Diverse: The Palm Springs LGBTQ Film Festival
Cinema Diverse: The Palm Springs LGBTQ Film Festival, precedentemente noto come Cinema Diverse: The Palm Springs Gay & Lesbian Film Festival è un festival cinematografico con una selezione di film e cortometraggi dall'orientamento e dalle tematiche gay e lesbiche. Inaugurato nel 2007 e organizzato dal Palm Springs Cultural Center, si tiene ogni anno nel mese di settembre a Palm Springs. 
Il festival, non competitivo, prevede esclusivamente premi del pubblico (Festival Favorites) e si svolge principalmente presso il multisala Camelot di Palm Springs.